# 솔리드 프로젝트
솔리드(Solid←Social Linked Data)는 월드 와이드 웹의 발명가 팀 버너스리가 주도하는 웹 탈중심화 프로젝트로, 매사추세츠 공과대학교(MIT)와 협업하여 개발되었다. 이 프로젝트의 목적은 오늘날 웹 애플리케이션이 동작하는 방식을 근본적으로 변화시킴으로써 진정한 데이터 소유권과 프라이버시 개선을 창출해 내는 것이다. 이는 완전히 탈중심화되고 다른 실체에 의해 통제되지 않는, 온전히 사용자의 통제를 받는 링크드 데이터 애플리케이션용 플랫폼을 개발함으로써 이루어진다. 솔리드의 궁극적인 목적은 사용자들이 자신만의 데이터를 온전히 통제할 수 있게 하는 것으로, 여기에는 접근 제어와 스토리지 위치가 포함된다. 팀 버너스리는 솔리드 지원을 위한 상업적 생태계를 구축하는 것을 돕기 위해 인럽트(Inrupt)라는 기업을 설립하였다.

## 역사
버너스리가 1989년 월드 와이드 웹을 발명한지 20년이 흘러 나중에 솔리드 프로젝트가 될 사항에 대한 디자인 이슈의 윤곽을 그렸고 이를 W3C 초안으로 작성하였다. 버너스리는 그의 기존 발명이 악용될 것을 보고 크게 실망하였는데, 이를테면 러시아 해커들이 불법으로 2016년 미국 선거에 개입한 일, 페이스북-케임브리지 분석 데이터 스캔들이 공론화된 일, 2012년 페이스북이 약 700,000명의 사용자들을 비밀리에 심리학적 실험을 수행한 일, 구글과 아마존이 인간의 목소리의 감정 변화를 청취하는 장치에 특허를 신청한 일 등이다.
버너스리는 인터넷을 바로잡을 필요가 있다고 느꼈고 이를 위한 첫 단계로서 솔리드 프로젝트를 착안했으며 이는 개개의 사용자들이 자신들의 데이터 사용을 온전히 통제하는 한 수단이다. 솔리드 프로젝트는 누구나 참여, 기여를 할 수 있으나 버너스리는 코딩 실력이 없는 사람들은 그 대신 인터넷 변화를 위해 공개적으로 지지해달라고 충고한다.
2015년, MIT는 마스터카드로부터 솔리드 개발 지원을 위한 선물을 받았다. 버너스리의 연구팀은 카타르 컴퓨팅 연구소와 옥스퍼드 대학교와 솔리드에 대해 협업하였다.
2018년, 버너스리는 MIT로부터 안식 기간을 가지면서 "Inrupt"라는 이름의 솔리드 기반의 상업 벤처를 런칭했다. 이 기업의 임무는 솔리드로 만들어진 새로운 웹의 무결성 보호 및 품질 제고를 돕기 위한 상업 에너지와 생태계를 제공하는 것이다.

## 같이 보기
- IndieWeb